# Геннадий (Павлинский)
Епископ Геннадий (в миру Гавриил Данилович Павлинский; 1834, село Вязово, Тульская губерния — 31 марта (12 апреля) 1889, Сухум) — епископ Русской православной церкви, епископ Сухумский (1886—1889).

## Биография
Родился в 1834 году в семье причётника Тульской губернии.
12 августа 1858 года по окончании курса Тульской духовной семинарии определён послушником в Троице-Сергиеву лавру.
3 августа 1861 года пострижен в монашество.
19 ноября 1865 года рукоположён во иеродиакона; 2 февраля 1869 года — во иеромонаха.
5 июня 1881 года назначен помощником казначея лавры и заведующим свечной лаврской лавкой.
В июне 1886 года возведён в сан архимандрита.
29 ноября 1886 года состоялось Высочайшее повеление о бытии Геннадию епископом Сухумским.
28 декабря 1886 года митрополитом Московским Иоанникием (Рудневым) хиротонисан во епископа Сухумского.
Сухумская кафедра была только что утверждена для просвещения Абхазии вместо бывшей вакантной с 1869 г. Абхазской кафедры. Геннадий поселился в Ново-Афонском монастыре.
Трудность его архипастырского служения заключалась в том, что население края (абхазцы) было совершенно непросвещённым. Почти все храмы епархии находились в заброшенном состоянии. Только три церкви (по отчёту епископа Геннадия) не требовали ремонта, а остальные пришли в такую ветхость, что некоторые из них приходилось закрывать и опечатывать.
Само географическое расположение края представляло трудности при поездках по епархии для слабого здоровья преосвященного Геннадия. Но в исполнении своего архипастырского долга для епископа Геннадия не было препятствий. Из конца в конец изъездил он свою епархию верхом по горным дорогам и «всегда ожидал падения с кручи вместе с лошадью».
Особенное значение придавал он просвещению абхазцев с помощью русских школ. Заветным его желанием было открыть духовное училище в Сухуме. Он проектировал целую сеть церковно-приходских школ, которые, распространяя в стране русскую науку и русскую культуру, сблизили бы население Абхазской окраины с населением Империи. «Года через два, — говорил Геннадий, — у нас будет не менее ста школ, а лет через десять все абхазцы и самурзаканцы будут русскими людьми».
Население края с благорасположением относилось к своему архипастырю, видя его бескорыстие, отзывчивость на всякую нужду, истинно монашескую жизнь. Каждого просителя он принимал с отеческой любовью, и каждый уходил от него с облегченным сердцем. Почти половину своего содержания преосвященный раздавал вдовам и сиротам духовного звания.
Геннадий отличался строгим соблюдением монашеских обетов и не позволял себе, будучи лаврским монахом, переночевать в Москве во время служебных поездок в столицу.
Примером своей личной жизни и неустанной деятельностью на благо епархии епископ Геннадий завоевал искреннюю любовь своей паствы. Труды его принесли свои плоды. За два года святительства он крестил до 2-х тысяч абхазцев.
Геннадий не отличался крепким здоровьем: к катару желудка у него на Кавказе присоединилась ещё и местная изнурительная лихорадка. В конце марта 1889 года он заболел воспалением печени
Скончался 31 марта 1889 года в Сухуме. Погребён в Ново-Афонском монастыре, в церкви апостола Симона Кананита.